# Gigantornis eaglesomei
Gigantornis eaglesomei — викопний вид морських птахів вимерлої родини костезубих (Pelagornithidae), що існував в еоцені в Африці. Рештки птаха знайдені у відкладеннях формації Амекі на півдні Нігерії. Відомий з решток неповного скелета. Спершу описаний як вид альбатросів, лише у 1970-х віднесений до родини Pelagornithidae. За розрахунками у розмаху крилі від сягав до 6 метрів, будучи одним з найбільших птахів за всю історію Землі.